# Perdita pallidiventris
Perdita pallidiventris là một loài Hymenoptera trong họ Andrenidae. Loài này được Timberlake mô tả khoa học năm 1962.